# Neurigona cilimanus
Neurigona cilimanus är en tvåvingeart som beskrevs av Van Duzee 1924. Neurigona cilimanus ingår i släktet Neurigona och familjen styltflugor. Inga underarter finns listade i Catalogue of Life.